# Šolski urnik
Šolski urnik je vrstni red učnih predmetov v delovnem dnevu oziroma tednu ali tudi kakih drugih opravil oziroma operacij. Sestavljanje urnika je pogosto opravilo s katerim se običajno srečujejo v šolah, fakultetah in drugih organizacijah. Običajno imamo podane predmete, ki jih poslušajo slušatelji (učenci, dijaki, študentje), predavatelje (učitelji, profesorji) ter predavalnice (prostore, učilnice), kjer se odvijajo predavanja. Sestaviti urnik pomeni povezati predavatelje in slušatelje in jih razmestiti v ustrezne prostore. Pri izdelavi se običajno pojavljajo dodatne omejitve, ki otežijo, ali celo onemogočijo izdelavo urnika. Najmanj kar zahtevamo od urnika je, da ni prekrivanja dogodkov, torej: predavatelj ima lahko hkrati razporejeno le eno predavanje, prostor je v določenem trenutku lahko zaseden le z enim predavanjem in pa seveda urnik mora ustrezati previdenemu predmetniku. Seveda pa lahko zahtevamo da pri določenem predavanju sodelujeta dva predavatelja ali pa da se za določeno uro združi več skupin slušateljev. Kvaliteto urnika sicer ocenjuje vsaka stran (slušatelji, predavatelji) po svoje, vendar med splošne kriterije štejemo:
- kompaktnost urnika - slušatelji in predavatelji naj imajo čim manj ali celo nič lukenj
- čim manjšo porabo virov (prostorov)

Številčno lahko opredelimo kakovost urnika z določanjem uteži posameznim kriterijem, pri čemer je vrednost uteži običajno določena povsem empirično.
Naloga je še toliko težja, kadar si lahko slušatelji izberejo katere predmete želijo poslušati. To je  običajno na fakultetah in srednjih šolah, od uvedbe devetletne osnovne šole pa lahko tudi učenci višjih razredov izberejo nekaj predmetov. To pomeni da oddelek (razred) v celoti prisostvuje pri splošnih predmetih, pri izbirnih predmetih pa se udeleženci razdelijo v manjše skupine, ki pa se povežejo s skupinami iz drugih oddelkov.
Urnik lahko sestavimo ročno, včasih so se v ta namen uporabljale magnetne table s čepki, ki so označevali razrede. Danes je bolj pogosta je uporaba različnih računalniških programov, ki so lahko samo v pomoč pri sestavljanju ali pa tudi v celoti avtomatsko sestavijo urnik.
V Sloveniji je bil eden prvih komercialno dostopnih programov za izdelavo urnikov program »Urnik« avtorjev Saša Tomažiča in Toneta Vidmarja. DOSovski program, napisan v Turbo pascalu, ki ga je odkupil Zavod za šolstvo Republike Slovenije, je v devetdesetih uporabljalo veliko slovenskih šol. Program je bil kasneje »nadgrajen« v program WinUrnik.

## Matematika sestavljanja urnikov
Problem sestavljanja urnika je, matematično gledano, zelo težak optimizacijski problem, gre za NP poln problem. Število kombinacij je daleč preveliko za metodo grobe sile, zato se uporabljajo bolj premišljeni algoritmi:  
- model barvanja grafa
- logično programiranje z omejitvami
- simulirano ohlajanje
- genetski algoritmi
- linearno celoštevilsko programiranje

### Programi za sestavljanje urnika
Odprtokodni program:
- Tablix

Komercialni programi:
- Eva Arhivirano 2005-09-09 na Wayback Machine.
- iUrnik
- GP-Untis Arhivirano 2004-12-27 na Wayback Machine.
- Prometej Arhivirano 2005-08-27 na Wayback Machine.
- URNIK-aSc Arhivirano 2006-09-23 na Wayback Machine.
- SchoolTime 3 Arhivirano 2005-09-09 na Wayback Machine.
- WinUrnik Arhivirano 2005-02-13 na Wayback Machine.